# Hermann Albrecht
Hermann Albrecht (Buchenberg, 1º settembre 1961) è un ex arbitro di calcio tedesco.

## Carriera
Divenuto arbitro internazionale nel 1993; nel corso della sua carriera ha arbitrato in Bundesliga, 2. Fußball-Bundesliga, Coppa di Germania, Coppa UEFA, Coppa delle Coppe, e qualificazioni di Champions League ed Europei.
Ha diretto 192 partite di Bundesliga e 88 partite di 2. Fußball-Bundesliga.
Ha arbitrato 7 incontri di Coppa UEFA di cui il primo nel 1995-1996 tra Omonia Nicosia e Lazio del 26 settembre 1995.
Ha arbitrato inoltre 5 partite di Coppa delle Coppe di cui la prima nel 1994-1995 tra Chornomorets Odessa e Grasshopper del 29 settembre 1994.
Debuttò in Bundesliga il 16 agosto 1989 nella partita Colonia- Kaiserslautern.
Conclude la carriera arbitrale nel 2005. Lavora nella città di Kaufbeuren.